# 湖南省立甲种工业学校
湖南省立甲种工业学校是民国初年湖南省设立的工业学校。

## 历史
1902年创建湖南农务工艺学堂。1905年湖南农务工艺学堂撤销，余部发展为：
- 部分更名为艺徒学堂
- 部分更名为农务学堂，发展为常德职业技术学院。

1906年艺徒学堂更名为湖南全省中等工业学堂。
1912年湖南全省中等工业学堂更名为湖南公立中等工业学校。1914年湖南公立中等工业学校更名为湖南省立甲种工业学校。1949年后并入湖南大学。